# Pittsboro (Karolina Północna)
Pittsboro – miasto w Stanach Zjednoczonych, w stanie Karolina Północna, w hrabstwie Chatham.